# Прянишников (хутор)
Прянишников (также Прянишниково) — покинутый хутор в Хасавюртовском районе Дагестана. Точная дата упразднения не установлена.

## География
Располагался в 4 км к востоку от центра города Хасавюрт, на дороге, шедшей к селу Карланюрт.

## История
По данным на 1914 г. хутор Прянишников состоял из 14 дворов, во владении хутора находилось 210 десятин земли. В административном отношении подчинялся Хасав-Юртовскому слободскому правлению Терской области. Разорен и покинут населением в годы гражданской войны. В 1929 г. хутор Прянишниково входил в состав Хасав-Юртовского сельского совета и состоял из 2 хозяйств. Последний раз отмечен в 1941 г. на карте генштаба РККА юга России.

## Население
В 1914 г. на хуторе проживало 104 человека (62 мужчины и 42 женщины), 100 % населения — русские. В 1929 году на хуторе проживало 6 человек (4 мужчины и 2 женщины), 100 % населения — кумыки.